# Kdybys měla, má panenko
Kdybys měla, má panenko patří mezi známé české lidové písně. Pochází z Novobydžovska a má tři sloky.
Byla zaznamenána ve sbírce České národní písně, která vyšla v Praze roku 1825 (č. 24 na str. 10 až 11), v tomto znění:
Kdybys měla má panenko stodolu,

A já jenom roztrhanou halenu,

Nebudeš má, není možná,

Ani ti to má panenko Pán Bůh nedá.
Kdybys měla má panenko sto ovec,

A já jenom roztrhaný praporec,

Nebudeš má, není možná,

Ani ti to má panenko Pán Bůh nedá.
Kdybys měla má panenko tím více,

A já jenom roztrhaný střevíce,

Nebudeš má, není možná,

Ani ti to má panenko Pán Bůh nedá.
V době komunistického režimu bylo nepřípustné veřejně zpívat verš ani ti to má panenko Pán Bůh nedá, jelikož by to bylo v rozporu s tehdejší politikou vůči náboženství. Nahrazen byl veršem ani ti to má panenko žádný nedá. V této podobě se píseň objevuje např. v pořadu Zpívánky natočeném Československou televizí.

## Alternativní názvy
- Kdybys měla, má panenko, sto ovec (druhý díl zpěvníku Karla Marie Jiříčka, str. 304 a sbírka Karla Jaromíra Erbena Prostonárodní české písně a říkadla z roku 1864)
- Kdybys měla, má panenko, stodolu (sbírka České národní písně z roku 1825)
- Kdybys měla, má panenko, dukáty (druhý díl zpěvníku Karla Marie Jiříčka, str. 258)
- Kdybys měla, má panenko, tisíce (sbírka Jakuba Škardy Svatební obyčeje z okolí plzeňského)